# توربوجت

اصول کار توربوجت.

موتور توربوجت یا چرخش‌زای شارشی گونه‌ای موتور جت است که در آن همهٔ هوای مکیده شده به محفظه احتراق می‌رود و پس از مخلوط شدن با سوخت و احتراق، به صورت گازهای داغ از دهانهٔ عقب موتور خارج می‌شود. این گونه موتور از قدیمی‌ترین گونه‌های موتور جت است.
توربوجت از گونه‌های موتورهای پیشران در صنعت هوایی است که از پنج بخش اصلی تشکیل شده‌است:
1. ورودی یا مدخل
2. کمپرسور یا متراکم‌کننده
3. محفظه احتراق
4. توربین
5. نازل یا خروجی

همچنین نخستین هواپیما مجهز به موتور جت و توربوجت اچ. ایی-۱۷۸ ساخت کارخانهٔ هاینکل در کشور آلمان بود، با به‌کارگیری هواپیما بوئینگ ۷۰۷ و دی.سی. هشت ساخت مگ دانل داگلاس، خطوط مسافربری با هواپیما جت نیز آغاز به کار کردند.
موتور جت سامانه‌ای است که بر مبنای قانون سوم نیوتن، نیروی مورد نیاز جهت حرکت اجسام را ایجاد می‌کند. بیشترین استفاده این گونه از موتورها، در اجسامی است که به سرعت بالا نیاز دارند؛ بنابراین در بیشتر وسایل پرنده همچون هواپیما و موشک از آن‌ها استفاده می‌شود. توجه داشته باشید که موتور جت نیز هم‌چون موتور استرلینگ، موتور دیزل و موتور مبتنی بر سیکل اتو، دستگاهی درون‌سوز محسوب می‌شود. توجه داشته باشید که در تحلیل موتورهای جت از فرض گاز ایده‌آل استفاده می‌شود.
هدف اصلی سامانه پیشرانش هواپیماها، ایجاد نیرویی رو به جلو است که منجر به حرکت اینگونه از وسایل شود. به نیروی ایجاد شده، «تراست» (Thrust) گفته می‌شود. مبنای کاری هواپیماهای مبتنی بر جت و مدل‌های پره‌ای، همین مفهوم است. نیروی تراست در چنین وسایلی با شتاب دادن به هوا ایجاد می‌شود. این نیرو به‌طور مستقیم با اختلاف سرعت هوای ورودی به موتور و خروجی از آن ارتباط دارد.
هواپیماهای پره‌ای حجم زیادی از هوا را به اندازه کمی سرعت می‌دهند. این در حالی است که در جت‌ها حجم اندکی از هوا به میزان زیادی شتاب می‌گیرد. نیروی وارد شده به سامانه، که ناشی از این تغییر سرعت است را می‌توان با استفاده از قانون دوم نیوتن توضیح داد.
بنابراین موتورهای جت به نحوی طراحی می‌شوند که به ازای نرخ مشخصی از جریان هوا بیشترین شتاب ممکن را ایجاد کنند. از نظر نیروی ایجاد شده، موتورهای مبتنی بر توربین گاز نسبت به گونه پیستونی، بسیار قوی‌تر هستند.
یک موتور جت مبتنی بر توربین گاز به سامانه‌ای گفته می‌شود که در آن، از هوا به عنوان سیال کاری بهره می‌گیرند. به منظور دست‌یابی به نیروی تراست مدنظر، هوای ورودی به موتور باید شتاب گرفته یا به بیانی دیگر انرژی جنبشی آن بایستی افزایش یابد.
مراحل کاری موتور جت مبتنی بر توربین گاز به ترتیب زیر هستند:
1. کمپرسور فشار هوای ورودی را افزایش می‌دهد.
2. سوخت توسط محفظه احتراق به درون هوای ورودی پاشیده شده و با استفاده از احتراق، هوا را داغ می‌کند. در مدت زمان فرایند احتراق، فشار تقریباً ثابت خواهد ماند؛ بنابراین با زیاد شدن دمای هوا، این سیال حجم بیشتری را اشغال خواهد کرد.
3. توربین، انرژی ذخیره شده در هوای داغ را به کار مکانیکی تبدیل خواهد کرد. این انرژی، نیروی مورد نیاز به منظور چرخش محور کمپرسور را فراهم می‌کند.
4. نازل، هوای ورودی را شتاب و سرعت آن را افزایش می‌دهد.

در ادامه هر یک از مراحل معرفی شده در بالا بررسی خواهد شد.

## کمپرسور
در موتورهای توربینی، هوا در کمپرسور و به دو صورت عمده فشرده می‌شود. این فرایند در بعضی از کمپرسورها به شکل محوری و در بعضی دیگر به صورت گریز از مرکز رخ می‌دهد. در هر دو گونه کمپرسور مورد اشاره انرژی چرخشی لازم، از طریق توربین تأمین می‌شود. شایان ذکر است که معمولاً در این سامانه‌ها کمپرسور و توربین روی یک محور قرار گرفته‌اند.
کمپرسورهای گریز از مرکز معمولاً از پره به عنوان شتاب‌دهنده هوا و هم‌چنین از دیفیوزر به منظور بالا بردن فشار آن استفاده می‌کنند. در این گونه از کمپرسورها، هوا به صورت شعاعی (در زاویه ۹۰ درجه نسبت به جهت پرواز) از کمپرسور خارج می‌شود.
در کمپرسورهای محوری از مجموعه‌ای پره روی یک محور به منظور شتاب دادن هوا استفاده می‌شود. در این کمپرسورها با استفاده از ورقه‌های ثابتی (استاتور) فشار هوای ورودی افزایش می‌یابد.
توجه داشته باشید که میزان فشردگی حاصل شده در یک کمپرسور گریز از مرکز، بسیار بیشتر از گونه محوری آن است. این بیان به این معنا است که به منظور افزایش فشار به یک میزان مشخص، به کمپرسوری چند مرحله‌ای از گونه محوری نیازمند هستیم و این در حالی است که احتمال دارد همان میزان افزایش فشار تنها در یک مرحله در یک کمپرسور گریز از مرکز انجام شود.
طراحی موتوری که مبتنی بر کمپرسور گریز از مرکز باشد، به نسبت موتوری که در آن از کمپرسور محوری استفاده شده باشد، به سطح ورودی بیشتری نیازمند است. این اختلاف سطح مقطع ورودی به این دلیل است که در کمپرسور محوری، جریان پس از فشرده شدن بایستی دوباره به سمت محفظه احتراق هدایت شود؛ هم‌چنین خود کمپرسور محوری نیز از حجم بیشتری برخوردار است؛ بنابراین موتوری که در آن از کمپرسور گریز از مرکز استفاده شده به نسبت کمپرسورهای محوری از نظر ظاهر، چاق‌تر و هم‌چنین کوتاه‌تر به نظر می‌رسد.

## محفظه احتراق
وظیفه محفظه احتراق در یک موتور، سوزاندن مقدار زیادی سوخت است. این سوخت به همراه هوایی می‌سوزد که از کمپرسور خارج شده. سوخت مد نظر نیز توسط نازل‌هایی که در محفظه قرار گرفته‌اند، درون هوای فشرده شده اسپری می‌شود. این عمل در حالت ایده‌آل با کمترین افت فشار ممکن و بیشترین انتقال حرارت انجام می‌شود.
میزان سوخت اضافه شده به هوای فشرده شده، به دمایی وابسته است که می‌خواهیم به آن دست یابیم. با این حال با توجه به محدودیت ساخت، بیشترین دمایی که می‌توان به آن رسید بین ۸۵۰ تا ۱۷۰۰ درجه سانتی‌گراد است. توجه داشته باشید که پیش از ورود هوا به محفظه احتراق دمای هوا به میزان ۶۵۰ تا ۱۱۵۰ درجه افزایش یافته‌است.
دمای گاز پس از احتراق به عددی معادل ۱۸۰۰ تا ۲۰۰۰ درجه سانتی‌گراد خواهد رسید. قریب به ۶۰ درصد از حجم هوای ورودی، در احتراق شرکت نخواهد کرد و مستقیم به سمت مشعل حرکت خواهد کرد. مابقی هوایی که در احتراق شرکت نکرده کار خنک کردن دیواره نازل را انجام می‌دهد.
در حالت کلی سه گونه اصلی محفظه احتراق وجود دارد.
- محفظه احتراق چند بخشی
- حلقوی شکل (Annular)
- حلقوی شکل با اتاقک جدا (Can Annular)

### محفظه احتراق چند بخشی
این گونه از محفظه احتراق در کمپرسورهای گریز از مرکز و مدل‌های اولیه کمپرسورهای محوری استفاده می‌شود. احتراق چندبخشی، الهام گرفته از محفظه احتراق Whittle است. اتاقک‌ها مطابق شکل به صورت شعاعی و دور تا دور موتور قرار گرفته‌اند، هم‌چنین هوایی که از سمت کمپرسور می‌آید مستقیماً به درون آن‌ها هدایت می‌شود. هر اتاقک شامل یک مشعل است که هوای ورودی از کمپرسور، اطراف آن قرار می‌گیرد. تمامی این مشعل‌ها نیز با هم ارتباط دارند. این ویژگی به اتاقک‌ها کمک می‌کند تا در یک فشار کاری یکسان، فعالیت کنند و هم‌چنین امکان پخش مشعل اطراف موتور وجود داشته باشد.

### محفظه حلقوی شکل با اتاقک جدا
این گونه از محفظه احتراق در واقع پلی میان گونه چندبخشی و حلقوی است. در این مدل شماری مشعل احتراق، به صورت حلقوی و در معرض هوا قرار داده می‌شوند. هم‌چنین جریان هوا همانند مدلی است که در بخش پیش به آن اشاره شد. این ترتیب قرارگیری مشعل‌ها، به نگه‌داری و تعمیرات و هم‌چنین کم‌حجم‌تر کردن موتور مذکور کمک می‌کند.

### محفظه حلقوی
این گونه از محفظه احتراق شامل تنها یک مشعل است که به صورت حلقوی (همانند مدل پیشین) در معرض جریان هوای ورودی قرار می‌گیرد. مهم‌ترین مزیت در این مدل از محفظه احتراق این است که با فرض یک توان خروجی ثابت، تنها ۷۵ درصد از قطر مدل پیشین نیاز و در نتیجه این مدل از وزن و قیمت کم‌تری برخوردار است.

## توربین
وظیفه توربین در یک موتور جت، تولید نیرو به منظور به حرکت درآوردن کمپرسور و دیگر اجزای آن است. این کار با گرفتن انرژی از گاز داغ انجام می‌شود، به نحوی که نهایتاً دما و فشار آن افت خواهد کرد. دمای گازی که در معرض توربین قرار می‌گیرد، بین ۸۵۰ تا ۱۷۰۰ درجه است، که از دمای ذوب موادی که با فناوری کنونی ساخته می‌شوند، فاصله دارد.
به منظور ایجاد گشتاور مورد نیاز کمپرسور و دیگر اجزا موتور، چندین مرحله افت فشار و دما در توربین اتفاق می‌افتد. شمار این مراحل به توان مد نظر، سرعت دورانی توربین و قطر آن وابسته است.
از نظر تئوری، هرچه دمای ورودی به توربین بیشتر باشد، راندمان موتور افزایش می‌یابد. اما در عمل به دلیل محدودیت در مواد استفاده شده در ساخت توربین، این مهم امکان‌پذیر نیست و یک حد بالایی از دمای ورودی به توربین قابل تعریف است. در حقیقت دمای توربین تا مقداری افزایش خواهد یافت که قطعات آن به شدت داغ و سرخ خواهند شد. در این حالت مواد انتخاب شده بایستی این قدرت را داشته باشند تا بتوانند گشتاور و نیروی مد نظر را بدون ذوب شدن، انتقال دهند.
سوراخ‌های کوچکی در پره‌های توربین تعبیه شده که با جریان یافتن هوا میان آن‌ها سبب خنک شدنش می‌شوند.

## نازل خروجی
موتورهای مبتنی بر توربین گاز که در هواپیماها استفاده می‌شوند، از سامانه‌ای تحت عنوان «اگزاست» (Exhaust) بهره می‌برند که وظیفه آن تخلیه گاز داغ به درون اتمسفر است. با بهره‌گیری از این سامانه، گاز خروجی سرعت خواهد گرفت، بنابراین امکان دستیابی به تراست مد نظر وجود خواهد داشت. طراحی اگزاست می‌تواند تأثیر به‌سزایی در کارکرد توربین گاز داشته باشد. عملکرد این سامانه به دمای گاز ورودی، نرخ جرمی جریان، فشار و دمای گاز خروجی مد نظر طراحی وابسته است.
وظیفه اصلی اگزاست، جلوگیری از هدایت حرارتی به بقیه اجزاء موتور و هم‌چنین تنظیم سطح مقطع مناسب برای گاز خروجی است. اضافه کردن برخی ویژگی‌ها هم‌چون «معکوس‌کننده تراست» (به منظور کاهش سرعت هواپیما هنگام فرود آمدن)، دمپر صدا یا سطح مقطع متغیر، طراحی این سامانه را پیچیده‌تر خواهد کرد.

## پس‌سوز
علاوه بر اجزا استفاده شده در توربین گاز، از جزء دیگری نیز به منظور افزایش تراست خروجی استفاده می‌شود. پس‌سوز (بازگرمایش)، سامانه‌ای است که به منظور افزایش نیروی تراست در مواقع معینی استفاده می‌شود، از جمله این مواقع می‌توان به هنگامی که هواپیما در حال بلند شدن یا مشغول مانورهای جنگی است اشاره کرد.
از نظر مهندسی، تعبیه سامانه پس‌سوز در یک موتور، منجر به مصرف سوخت بسیار بیشتری نسبت به حالت عادی خواهد شد؛ بنابراین از این سامانه تنها در زمانی استفاده می‌شود که مسئله سوخت در موتورها اهمیت کمتری داشته باشد.